# Cuereta africana
La cuereta africana o cuereta endolada africana (Motacilla aguimp) és una espècie d'ocell de la família dels motacíl·lids (Motacillidae) que habita zones obertes i terres de conreu de la major part de l'Àfrica Subsahariana.